# Trinidad San Juan
Club Atlético Trinidad – argentyński klub piłkarski z siedzibą w dzielnicy Rawson w mieście San Juan, leżącym w prowincji San Juan.

## Osiągnięcia
- Mistrz ligi prowincjonalnej Liga Sanjuana de Fútbol (6): 1981 (Torneo Iniciación), 1987 (Torneo Iniciación), 1990 (Torneo Iniciación), 1993 (Torneo Oficial), 1997 (Torneo Oficial), 2000 (Torneo Oficial)

## Historia
Klub powstał 10 marca 1980 roku w wyniku fuzji dwóch miejscowych klubów - Los Andes i Independiente. Obecnie klub gra w czwartej lidze argentyńskiej Torneo Argentino B.